# Manifesto Pessimisto
Manifesto Pessimisto är det svenska rockbandet Serial Cynics första och sista studioalbum, utgivet 1999 på skivbolaget Startracks.

## Låtlista
1. "980819"
2. "Logastellus"
3. "Mind Hates Matter"
4. "Greyout"
5. "No Dice"
6. "Snuff"
7. "Zilch"
8. "Shannon"
9. "Poetic Justice"
10. "Just Say Go"
11. "Getting Out of the Truck"

## Medverkade
- Anna Wagner - bas, sång
- Malin Olsen - trummor
- Malin Franzén - gitarr, sång

### Fotnoter
1. ↑  ”Manifesto Pessimisto”. Discogs.com. http://www.discogs.com/Serial-Cynic-Manifesto-Pessimisto/release/1874475. Läst 15 september 2012.